# NGC 6132
NGC 6132 est une galaxie spirale située dans la constellation d'Hercule. Sa vitesse par rapport au fond diffus cosmologique est de 5 030 ± 5 km/s, ce qui correspond à une distance de Hubble de 74,2 ± 5,2 Mpc (∼242 millions d'al). NGC 6132 a été découverte par l'astronome français Édouard Stephan en 1876. Cette galaxie a aussi été observée par l'astronome américain Lewis Swift le 22 juillet 1897 et elle a été inscrite à l'Index Catalogue sous la désignation IC 4602. Des sources consultées, seule la base de données Simbad diffère d'avis à ce sujet : la réponse à la requête IC 4602 est « objet de nature inconnu ».
La classe de luminosité de NGC 6132 est I-II et elle présente une large raie HI. Selon la base de données Simbad, NGC 6132 est une radiogalaxie.
À ce jour, deux mesures non basées sur le décalage vers le rouge (redshift) donnent une distance de 78,400 ± 8,910 Mpc (∼256 millions d'al), ce qui est à l'intérieur des valeurs de la distance de Hubble.